# Thorgan Hazard
Thorgan Ganael Francis Hazard, född 29 mars 1993 i La Louvière, är en belgisk fotbollsspelare som spelar för den belgiska klubben Anderlecht i Jupiler Pro League och för Belgiens landslag. Han representerade sitt land i Fotbolls-VM 2018 i Ryssland där landet tog brons och i Qatar 2022 där man åkte ut redan i gruppspelet. Han spelade även Fotbolls-EM 2020 där Belgien nådde kvartsfinal.
Han är yngre bror till Eden Hazard och kan precis som sin bror spela som attackerande mittfältare och yttermittfältare på båda kanterna. Hazard har representerat Belgiens ungdomslandslag på under-16, under-17, under-18, under-19 och under 21-nivån. Den yngre Hazard har beskrivits av Chelseas ungdomstränare Eric Assadourian som en "tekniskt begåvad spelare som med lätthet kan avgöra en match själv" och hans äldre bror har sagt att han tror Thorgan är den bättre av de två.

## Karriär
Thorgan Hazard utvecklades, liksom brodern Eden, i norra Frankrike och flyttade till Lens som 14-åring. Han flyttades upp i seniorlaget under säsongen 2011/12 och debuterade som inhoppare i den första ligamatchen för säsongen, han gjorde 14 ligamatcher den säsongen.
Föräldrarna var fotbollsspelare, och under Thorgans tidiga år var de i samma klubb som hans bror - Tubize i Belgien.
Efter en sejour i Chelseas ungdomsled så lånades han ut till belgiska Zulte Waregem under två säsonger innan han inför säsongen 2014/2015 lånades ut till Borussia Mönchengladbach innan övergången blev permanent efter säsongen. Totalt blev det fem säsonger i Mönchengladbach.
Den 22 maj 2019 värvades Hazard av Borussia Dortmund, där han skrev på ett femårskontrakt. Under andra halvan av säsongen 2022/2023 var Hazard utlånad till PSV Eindhoven i Eredivisie.
Den 6 september 2023 värvades han av belgiska Anderlecht där han skrev på ett treårskontrakt.